# Оскар Гарре
Оскар Гарре (ісп. Oscar Garré, нар. 9 грудня 1956, Буенос-Айрес) — аргентинський футболіст, що грав на позиції захисника. Після завершення кар'єри гравця Оскар Гарре працював тренером.
Виступав на батьківщині за клуби «Феррокаріль Оесте» та «Уракан» і в Ізраїлі за «Хапоель» (Кфар-Сава) та «Хапоель» (Беер-Шева), а також національну збірну Аргентини. У складі збірної — чемпіон світу та учасник двох Кубків Америки.

## Клубна кар'єра
У дорослому футболі дебютував 1974 року виступами за команду «Феррокаріль Оесте», в якій провів чотирнадцять сезонів, взявши участь у 470 матчах чемпіонату. Більшість часу, проведеного у складі «Феррокаріль Оесте», був основним гравцем захисту команди. За цей час двічі виборював титул чемпіона Аргентини у 1982 і 1984 роках.

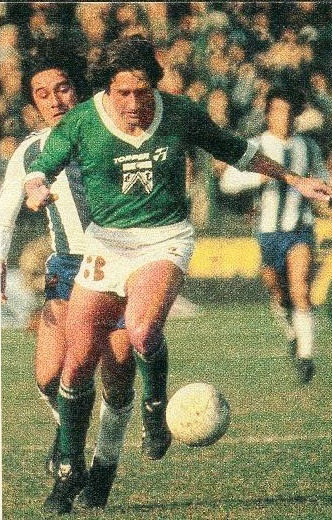
Оскар Гарре під час виступів за «Феррокаріль Оесте». 1982 рік.

Після цього він перейшов в «Уракан», за який провів 18 матчів і наступного року повернувся назад у «Феррокаріль Оесте». З 1989 по 1994 рік Гарре знову виступав за цей клуб. Всього за 21 рік у клубі він зіграв 581 матч у чемпіонаті, забивши 16 голів.
У 1994 році він поїхав у Ізраїль, де виступав два роки за «Хапоель» (Кфар-Сава) та «Хапоель» (Беер-Шева), після чого завершив професійну ігрову кар'єру.

## Виступи за збірну
1983 року дебютував в офіційних матчах у складі національної збірної Аргентини. Того ж року в складі збірної був учасником розіграшу Кубка Америки 1983 року в різних країнах, на якому зіграв у чотирьох матчах.
Через два роки став учасником чемпіонату світу 1986 року в Мексиці, здобувши того року титул чемпіона світу. На турнірі Оскар зіграв 3 матчі на груповому етапі й в 1/8 фіналу, проте у чвертьфіналі, півфіналі та фіналі він залишився на лавці запасних.
Останнім великим турніром для гравця став домашній Кубок Америки 1987 року, де він жодного разу не вийшов на поле.
У національній команді протягом кар'єри, яка тривала 6 років, провів у формі збірної країни 37 матчів.

## Тренерська кар'єра
Після завершення кар'єри разом зі своїм другом Херонімо Саккарді працював технічним директором клубу «Феррокаріль Оесте».
1997 року розпочав самостійну тренерську кар'єру, очоливши «Ланус».
Згодом з 2000 по 2004 рік Оскар працював у Чилі з клубами «Депортес Консепсьйон», «Уачіпато» та «Універсідад Католіка». В останній команді він був звільнений після того, як провів один з найгірших сезонів в історії клубу — сім поразок у дев'яти іграх.
Після цього Гарре повернувся на батьківщину, де працював із клубами «Атлетіко Рафаела», «Феррокаріль Оесте» та «Тіро Федераль»
З 2011 року очолював юнацьку збірну Аргентини до 17 років, після чого був помічником Марсело Троббіані в молодіжний збірній Аргентини.

## Титули і досягнення
- Чемпіон Аргентини (2):

«Феррокаріль Оесте»: Насьйональ 1982, Насьйональ 1984
- Чемпіон світу (1):

Аргентина: 1986